# Charlie Magri
Charlie Magri (* 20. Juli 1956 in Tunis, Tunesien) ist ein ehemaliger britischer Boxer tunesischer Herkunft im Fliegengewicht.

## Profikarriere
Im Jahre 1977 begann er erfolgreich seine Profikarriere. Am 15. März 1983 boxte er gegen Eleoncio Mercedes um die WBC-Weltmeisterschaft und gewann durch technischen K. o. in Runde 7. Diesen Gürtel verlor er allerdings bereits in seiner ersten Titelverteidigung an Frank Cedeno im September desselben Jahres durch Knockout.
Im Jahre 1986 beendete er seine Karriere.